# Christian Pontoppidan
Christian Pontoppidan (født 16. juni 1696 i Aarhus, død 1765) var en dansk præst, søn af stiftsprovst Ludvig Pontoppidan, broder til Erik Ludvigsen Pontoppidan.
Da Pontoppidan 10 år gammel havde mistet sin fader, og hans moder døde året efter, fik han stiftsprovsten i Viborg, Mads Trane, til formynder. Nu blev han taget ud af Århus Skole og sendt til sin halvbroder, Henrik Pontoppidan i Fredericia, af hvem han blev undervist og dimitteret til universitetet 1714.
Efter at have taget attestats 1716 blev Pontoppidan 1719 personel kapellan i Horne (ved Fåborg). 1722 blev han residerende kapellan i Nykøbing på Falster og 1726 sognepræst i Torkildstrup. Hans helbred tålte ikke klimaet på Falster, og han lod sig derfor 1736
forflytte til sognekaldet i Æbeltoft.
Der fra kom Pontoppidan allerede 1738 til Aarhus Frue Kirke, og endelig 1748 blev han stiftsprovst og præst ved domkirken, det samme embede, hans fader havde beklædt. 1752 fik han den teologiske doktorgrad for en afhandling om "elendighedens ovn" i Es. 48,10.
I øvrigt havde han en del håndskrevne arbejder liggende hos sig, men en tiltagende sygelighed og skyhed havde mod slutningen af hans liv helt nedbrudt hans arbejdskraft. I 4 år havde han J.E. Heilmann til hjælpepræst. En søn opnåede 1761 hans tilladelse til at lade trykke en traktat af ham om "Sjælens udødelighed"; den var udarbejdet 1723 og havde ligget færdig til udgivelse i 30 år.